# Libro Guinness de los récords
Guinness World Records, conocido como Libro Guinness de los récords, es una obra de referencia publicada anualmente que contiene una colección de récords mundiales, tanto en los logros humanos como del mundo natural.
El propio libro constituye un récord por sí mismo, al ser la serie de libros más vendida con derechos de autor de todos los tiempos. También es uno de los libros más robados de las bibliotecas públicas en Estados Unidos.
La franquicia se ha expandido más allá de las imprentas, y ha dado lugar a series de televisión en varios países y a un museo. La popularidad de la franquicia ha convertido a los Guinness World Records en la principal autoridad internacional en la verificación de distintos récords mundiales.
La comunidad de Wikipedia posee dos récords mundiales: por el concurso de fotos más grande del mundo, Wiki Loves Monuments, en 2014 y en 2016 por el maratón de edición de Wikipedia (editatón) más largo jamás realizado, con una duración de 72 horas en el Museo Soumaya.

## Historia
Guinness World Records asegura que su organización no hubiera existido jamás si no fuera porque un día de 1951, Sir Hugh Beaver, por entonces director ejecutivo de Guinness Brewery, había salido a cazar y debatía con sus compañeros si el pájaro de caza más rápido de Europa era el chorlito dorado o el urogallo. Se le ocurrió que un libro que proporcionara la respuesta a este tipo de preguntas podría llegar a ser muy popular.
La idea de sir Hugh Beaver se convirtió en realidad cuando decidió encargarles a Norris y Ross McWhirter, que llevaban un tiempo a cargo de una compañía de investigación en Londres, que compilaran lo que se convirtió en El libro Guinness de los récords. La primera edición se publicó el 27 de agosto de 1955, y en esa Navidad fue el número uno en la lista de los libros más vendidos en el Reino Unido.
Desde entonces, Guinness World Records se ha convertido en una marca ampliamente conocida en el ámbito de los récords mundiales.
Dentro de Guinness World Records, el equipo de Administración de Récords se encarga del control de la exactitud, y el equipo de Administradores de Récords mantiene la veracidad de los mismos. Ambos filtros son necesarios para que un récord se acepte.
El libro es un récord en sí mismo. Con ventas superiores a los 100 millones de ejemplares en 100 países y 23 idiomas, Guinness World Records es el libro más vendido de todos los tiempos, si no se consideran las obras exentas de derechos de reproducción, como la Biblia.

## Evolución

### Últimas ediciones
Las últimas ediciones se han centrado en registrar las hazañas de competición humana. Las áreas van desde el levantamiento de pesos, a la distancia más larga lanzando huevos, o el periodo de tiempo más largo jugando al videojuego Grand Theft Auto V, o el número de perritos calientes que se pueden consumir en diez minutos. Además están los registros acerca de otros asuntos, que contienen datos tales como el mayor tumor, la planta más venenosa, el río más corto (Río Roe), el drama de mayor duración en los Estados Unidos (Guiding Light), los actores de mayor antigüedad de una serie dramática (William Roache en Coronation Street, emitida en la ITV británica, o Ray Meagher en Home and Away, de la Seven Network TV de Australia), la serie dramática de televisión más longeva en los Estados Unidos (General Hospital), y el vendedor más exitoso del mundo (Joe Girard), entre otros. Muchos de los registros también se relacionan con la persona más joven que logra algo, como la persona más joven en visitar todas las naciones del mundo (Maurizio Giuliano).
Cada edición contiene una selección de la amplia serie de registros en la base de datos de Guinness, y los criterios para la elección han cambiado con los años. Se agregan nuevos registros y se actualizan en su caso los anteriores.

### Restricciones
Desde 1997 se evita registrar en el libro la duplicidad de récords conseguidos por una misma persona. Ese mismo año, fue rechazada la candidatura del marine Gregory Koval, que había sido el primer miembro de las Fuerzas Armadas de los Estados Unidos en obtener la máxima condecoración de los boy scouts (la Eagle Scout). Los editores adujeron que cualquier hazaña con carácter de evento único y que no sea probable que se vuelva a repetir, no tiene sentido que sea incluida en el libro.
La expulsión de Norris McWhirter y su función de consultoría en 1995 y la decisión posterior de vender la marca Guinness World Records, han cambiado la orientación del texto, que ha dejado de ser un libro de referencia para convertirse en un simple muestrario de récords. Este cambio significa que la mayoría de los récords del mundo ya no aparecen en el libro (o en el sitio web), y solo pueden optar a aparecer mediante una solicitud escrita a Guinness con la propuesta del récord que se desea romper. Para aquellos que no pueden esperar la respuesta entre cuatro y seis semanas, Guinness admite un proceso de solicitud por una vía rápida mediante el pago de 800 dólares.

### Derechos de autor
El libro Guinness de los récords es un anuario más vendido del mundo, por lo que tiene una entrada dentro de sus propias páginas. También se han producido numerosos productos derivados en forma de libros y de series de televisión. Una vez más, el énfasis de estos programas se ha puesto más en acrobacias espectaculares y en el entretenimiento, que en cualquier aspiración para informar o educar.
Guinness World Records otorgó el registro de «persona con más récords» a Ashrita Furman de Queens, Nueva York, en abril de 2009. En ese momento, era el poseedor de cien récords.

## Día internacional
En 2005, se designó el 9 de noviembre como el día internacional de Guinness World Records, que no solo se creó para romper récords mundiales, siendo calificado como «un éxito fenomenal». La versión de 2006 fue bautizada como «el evento más grande del mundo», con una participación estimada de 100 000 personas en diez países. La promoción ha recibido el récord Guinness número 2244. En febrero de 2008, la NBC transmitió los cien mejores de los Guinness World Records de todos los tiempos, y también publicó la lista completa en su página web.[cita requerida]

## Programas de televisión
Guinness World Records ha encargado varias series de televisión documentando los intentos de romper récords mundiales, incluyendo:
| País                                  | Nombre                                                          | Emisora        | Periodo   | Presentador                                                                                |
| ------------------------------------- | --------------------------------------------------------------- | -------------- | --------- | ------------------------------------------------------------------------------------------ |
| Bandera de Australia                  | Australia's Guinness World Records                              | Seven Network  | 2005      | Grant Denyer Shelley Craft                                                                 |
| Bandera de Australia                  | Australia Smashes Guinness World Records                        | Seven Network  | 2010      | James Kerley                                                                               |
| Bandera de la República Popular China | The Night of Guinness in China                                  | CCTV           | 2006–     | Wang Xuechun, Zhu Xun, Lin Hai                                                             |
| Bandera de Francia                    | L'émission des records (1999–2002) L'été des records (2001)     | TF1            | 1999–2002 | Vincent Perrot                                                                             |
| Bandera de Francia                    | L'été de tous les records (2003–2005) 50 ans, 50 records (2004) | France 3       | 2003–2005 | Pierre Sled                                                                                |
| Bandera de Francia                    | La nuit des records                                             | France 2       | 2006      | Olivier Minne Adriana Karembeu                                                             |
| Bandera de Francia                    | Le monde des records                                            | W9             | 2008–2010 | Alexandre Devoise Karine Ferri                                                             |
| Bandera de Francia                    | Les trésors du livre des records                                | Gulli          | 2015      | Fauve Hautot Willy Rovelli                                                                 |
| Bandera de Alemania                   | Guinness World Records - Die größten Weltrekorde                | RTL Television | 2004–2008 | Oliver Welke (2004) Oliver Geissen (2005–2008)                                             |
| Bandera de la India                   | Guinness World Records – Ab India Todega                        | Colors TV      | 2011      | Preity Zinta Shabbir Ahluwalia                                                             |
| Bandera de Italia                     | Lo show dei record                                              | Canale 5       | 2006–     | Barbara d'Urso (1, 3–4) Paola Perego (5) Gerry Scotti (2,6) Teo Mammucari (7)              |
| Bandera de Nueva Zelanda              | NZ Smashes Guinness World Records                               | TV2            | 2009      | Marc Ellis                                                                                 |
| Bandera de Filipinas                  | Guinness Book of World Records Philippine Edition               | Ph-ABC         | 2004      | ??                                                                                         |
| Bandera de Polonia                    | Światowe Rekordy Guinnessa                                      | Polsat         | 2009–2011 | Maciej Dowbor                                                                              |
| Bandera de Portugal                   | Guinness World Records Portugal                                 | SIC            | 2014      | Rita Andrade João Ricardo                                                                  |
| Bandera de España                     | El show de los récords                                          | Antena 3       | 2001–2002 | Mar Saura Manu Carreño Mónica Martínez                                                     |
| Bandera de España                     | Guinness World Records                                          | Telecinco      | 2009      | Carmen Alcayde Luis Alfonso Muñoz                                                          |
| Bandera de Suecia                     | Guinness rekord-TV                                              | TV3            | 1999–2000 | Mårten Andersson (1999) Linda Nyberg (1999) Harald Treutiger (2000) Suzanne Sjögren (2000) |
| Bandera del Reino Unido               | Record Breakers                                                 | BBC One        | 1972–2001 | Roy Castle (1972–1993) Norris McWhirter (1972–85) Ross McWhirter (1972–75)                 |
| Bandera del Reino Unido               | Guinness World Records (UK)                                     | ITV            | 1999–2001 | Ian Wright Kate Charman                                                                    |
| Bandera del Reino Unido               | Ultimate Guinness World Records                                 | Challenge      | 2004      | Jamie Rickers                                                                              |
| Bandera del Reino Unido               | Guinness World Records Smashed                                  | Sky 1          | 2008–2009 | Steve Jones Konnie Huq                                                                     |
| Bandera del Reino Unido               | Totally Bonkers Guinness Book of Records                        | ITV2           | 2012–2015 | Matt Edmondson                                                                             |
| Bandera del Reino Unido               | Officially Amazing                                              | CBBC           | 2013–     | Ben Shires                                                                                 |
| Bandera de Estados Unidos             | The Guinness Game                                               | Syndicated     | 1979–1980 | Bob Hilton Don Galloway                                                                    |
| Bandera de Estados Unidos             | Guinness World Records Primetime                                | Fox            | 1998–2001 | Cris Collinsworth Mark Thompson                                                            |
| Bandera de Estados Unidos             | Guinness World Records Unleashed / Gone Wild                    | truTV          | 2013–2014 | Dan Cortese                                                                                |

Especiales: 

- Guinness World Records: 50 Years, 50 Records - en la ITV (Reino Unido), 11 de septiembre de 2004

Con la popularidad de las series de telerrealidad, Guinness World Records comenzó a comercializarse como un creador de un género propio de televisión, con consignas como «Escribimos el libro en telerrealidad».

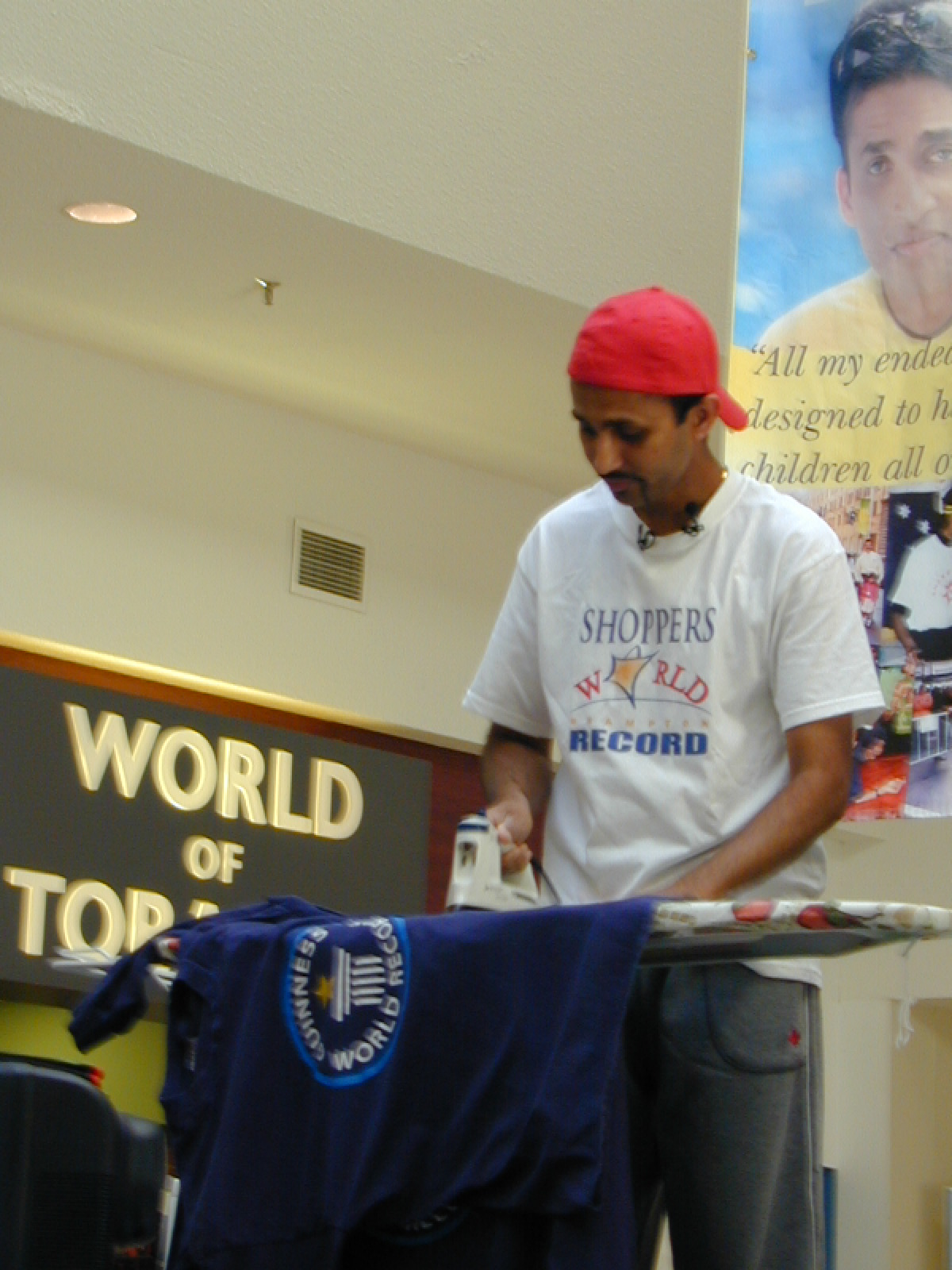
Suresh Joachim Arulanantham es un actor y productor de cine tamil-canadiense poseedor de varios récords Guinness, que ha roto más de 50 marcas mundiales establecidas en varios países en su intento de beneficiar a los niños desfavorecidos de todo el mundo. Aquí aparece poco antes de batir el récord mundial de planchado continuo, con un registro de 55 horas y 5 minutos, en el Shoppers World de Brampton.